# Gervais Lessard
 (décembre 2011).
Si vous disposez d'ouvrages ou d'articles de référence ou si vous connaissez des sites web de qualité traitant du thème abordé ici, merci de compléter l'article en donnant les références utiles à sa vérifiabilité et en les liant à la section « Notes et références ».
Gervais Lessard (né en 1947) chanteur, musicien et membre fondateur du groupe de musique traditionnelle Le Rêve du Diable.

## Biographie
Né à Saint-Charles-de-Bellechasse et domicilié à Lévis[source secondaire souhaitée]. Gervais Lessard est biologiste de formation et membre du groupe Le Rêve du Diable depuis sa fondation. Ce groupe de musique folklorique a été créé en 1974, soit quelques années avant La Bottine Souriante.